# بهروز وثوقی
خلیل وثوقی (زادهٔ ۲۰ اسفند ۱۳۱۶)، با نام هنری بهروز وثوقی، بازیگر اهل ایران است. او قبل از بازیگری در سینما، کارمند اداره‌های بهداشت و مالیات و بعد دوبلور و گویندهٔ رادیو تلویزیون بود. او برادر چنگیز وثوقی و شهراد وثوقی است که هر دو در ایران به کار بازیگری مشغول‌اند. نقش‌های برجسته‌اش شامل فیلم‌های مسعود کیمیایی همچون قیصر (۱۳۴۸)، رضا موتوری (۱۳۴۹)، داش آکل (۱۳۵۰)، خاک (۱۳۵۲) و گوزنها (۱۳۵۳) می‌شود.
وثوقی در طول فعالیت هنری‌اش بارها نامزد و برندهٔ جوایزِ جشنواره‌های مختلف شد که از مهم‌ترین آن‌ها می‌توان به کسب دو مجسمهٔ سپاس بهترین بازیگر نقش اول مرد برای فیلم‌های قیصر و رضا موتوری و جایزهٔ بز بالدار جشنوارهٔ جهانی فیلم تهران برای فیلم گوزن‌ها اشاره کرد. او به‌خاطر نقش شمایل‌وارش در فیلم قیصر از سوی سینما دوستان ایرانی به «قیصر سینمای ایران» ملقب شده است.

## زندگی و کارها

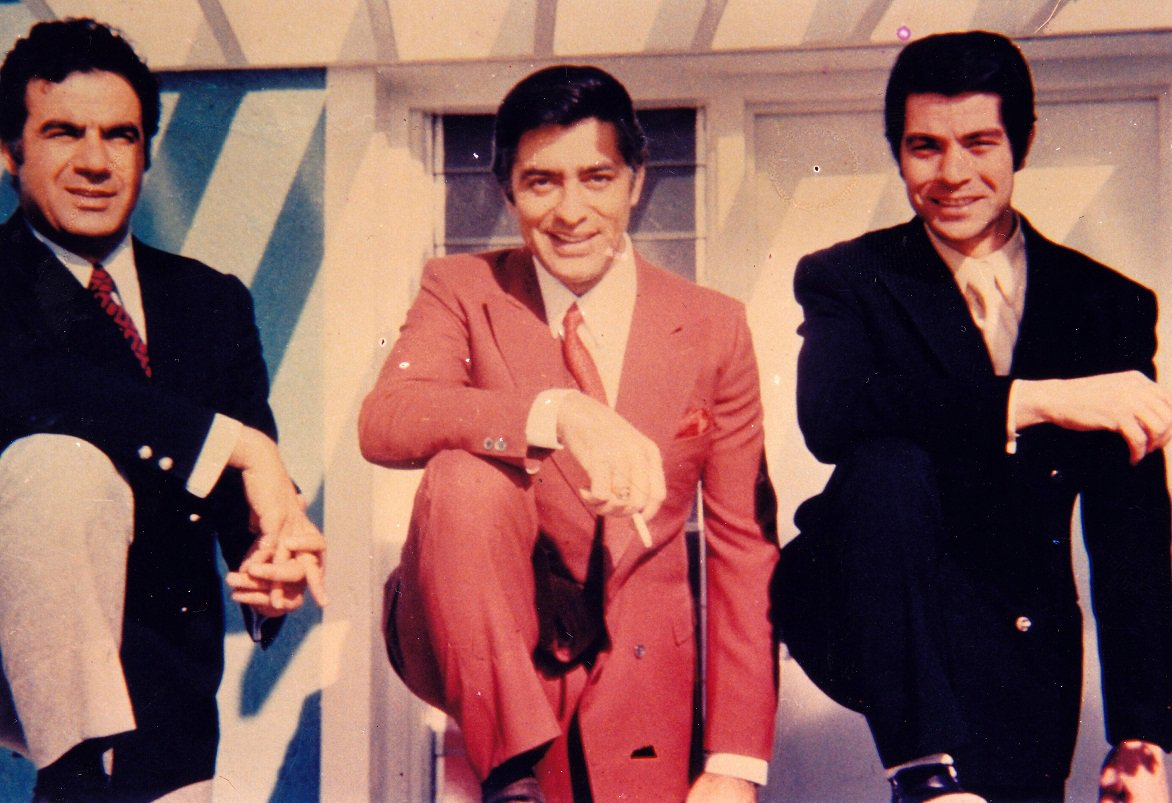
بهروز وثوقی و محمّدعلی فردین و ناصر ملک‌مطیعی ستارگان مَرد فیلمفارسی بودند.

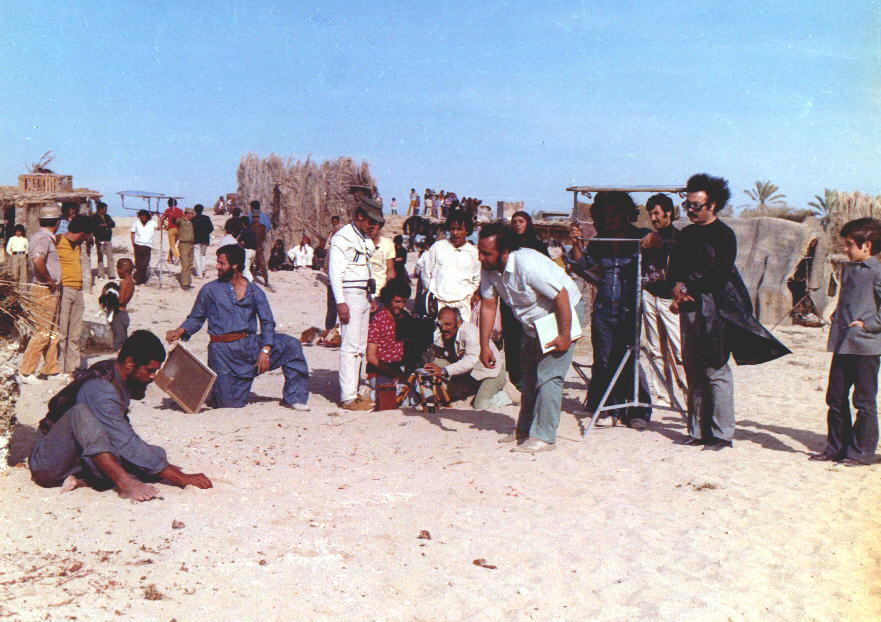
سرِ صحنهٔ تنگسیر با امیر نادری و عوامل

بهروز وثوقی با آلن دلون

بهروز وثوقی در ۲۰ اسفند سال ۱۳۱۶ در خوی متولد شد و به گفتهٔ خودش از شش ماهگی به تهران آمد و در خیابان آپادانا ساکن شد.
وی مهرماه ۱۳۵۱ در گفت‌وگوی تفصیلی با مجلهٔ «زن روز» بیان کرد:
«من روز ۲۰ اسفند سال ۱۳۱۶ در شهر خوی متولد شده‌ام، اما تا پارسال این شهر زیبای زادبوم خودم را ندیده بودم. برای این‌که من شش‌ماهه بودم که پدرم به تهران آمده و در این‌جا ماندگار شده است و به این ترتیب درحقیقت من زادهٔ آذربایجان عزیز و بزرگ‌شدهٔ تهران بزرگ هستم؛ اما این حرف‌ها که مهم نیست. راستی مهم است؟ به نظر من که نه! من به هر حال یک ایرانی هستم و همین افتخار برایم کافی است.»
شخصی به نام مسعود صمدی در سال ۱۳۳۴ بهروز وثوقی را در ۱۸سالگی مطرح کرد. بازی در نقش‌های متفاوت و شخصیت‌های به‌یادماندنی سینمای ایران مانند داش آکل، سید در گوزن‌ها، مجید ظروف چی در سوته دلان، ممل آمریکایی، زائر محمد (شیر محمد) در تنگسیر، رضا موتوری، ابی نسیه در کندو، دکتر رستگار در سازش، سرهنگ نصرالله در کاروان‌ها وی را تبدیل به یکی از محبوب‌ترین بازیگران تاریخ سینمای ایران کرده است.
او از سال ۱۳۳۷ با بازی در فیلم طوفان در شهر ما به سینما آمد و تا سال ۱۳۴۷ در نقش‌های متفاوت اما نه چندان پررنگی ظاهر شد.
نخستین فیلم سینمایی مورد توجه او صد کیلو داماد به کارگردانی عباس شباویز در سال ۱۳۴۰ بود. وی در سال ۱۳۴۸ توسط مسعود کیمیایی به فیلم قیصر دعوت شد و این نقطهٔ شروع وی به عنوان یک بازیگر مطرح بود، بازی وی در این فیلم مورد توجه عموم و علاقه‌مندان به سینما قرار گرفت. جوان اول آن سال‌های سینمای ایران در بسیاری از فیلم‌ها به ایفای نقش پرداخته است. از جمله فیلم‌های مطرحی که وی در آن به ایفای نقش پرداخته است می‌توان به سوته‌دلان، ذبیح، کندو، داش آکل، خاک، بلوچ، تنگسیر، همسفر، ممل آمریکایی، رضا موتوری، دشنه، طوقی، گوزنها، سازش، کاروان‌ها، ملکوت، گرگ بیزار، فرار از تله، قهرمانان و زرین اشاره کرد.
بهروز وثوقی در سال ۱۳۵۷ و قبل از انقلاب اسلامی ایران به آمریکا رفت تا در فیلم «گربه در قفس» ساخته تونی زرین‌دست بازی کند که اقامت او در آمریکا با انقلاب اسلامی مصادف شد. در سال ۲۰۰۰ داوران جشنوارهٔ فیلم سانفرانسیسکو جایزهٔ آکیرا کوروساوا را به عباس کیارستمی اهدا کردند و او نیز به بهروز وثوقی تقدیم کرد. وثوقی بعد انقلاب دوستی خود را با ناصر ملک مطیعی و جمشید مشایخی حفظ نموده و به گفتهٔ خودش فقط با این دو هنرپیشه در داخل کشور در ارتباط بود. هنرپیشهٔ مشهور آمریکایی آنتونی کویین بازیگر نقش حمزه در فیلم محمد رسول‌الله چندین سال رابطهٔ بسیار صمیمانه‌ای با وی در آمریکا داشته است. وثوقی در سال ۱۹۷۸ در فیلم کاروان‌ها به همراه آنتونی کوئین و کریستوفر لی به ایفای نقش پرداخت.
وی همیشه در قراردادهای خود از عقیدهٔ خاصی برخوردار بود و آن این بود که در فیلمی به‌عنوان نقش اول در ابتدای فیلم اگر نام او نوشته نمی‌شد، در آن فیلم ایفای نقش نمی‌کرد، هرچند این مسئله برای فیلم‌سازان هم حائز اهمیت بود و باعث پرفروشیِ اثر آن‌ها می‌گردید. در حادثهٔ آتش‌سوزی سینما رکسِ آبادان در مرداد ۱۳۵۷، ازدحام جمعیت برای تماشای فیلم گوزن‌های با بازی وثوقی بود.
سعید پیردوست دربارهٔ بازی بهروز وثوقی در این فیلم می‌گوید: «آقای وثوقی به تحقیق و مطالعه برای نزدیک شدن به نقش اعتقاد داشت. من به خوبی به یاد دارم که آقای بهروز وثوقی، فرد معتادی را که در فیلم «گوزن‌ها» هم در صحنه‌های بازارچه او را با وثوقی می‌بینیم را برای چند ماه به خانه‌اش برد تا با او زندگی کند به این دلیل که بتواند به شرایط و حال و هوای یک فرد معتاد نزدیک شود. بهروز وثوقی، تمام خماری‌ها و چرت زدن‌های او را دید و تمام شرایط یک معتاد را مستقیماً نظاره کرد و به همین دلیل هم توانست نقش سید را به خوبی ایفا کند. به گونه‌ای که همه تماشاگران بازی او را تحسین کردند و پذیرفتند.»

## فیلم‌شناسی
بهروز وثوقی در آثار کارگردانان نامداری چون ساموئل خاچیکیان، ناصر تقوایی، امیر نادری، فریدون گُله، مسعود کیمیایی، خسرو هریتاش، علی حاتمی، ژان نگولسکو، رضا بدیعی، شیرین نشاط، جیمز فارگو، بهمن قبادی، جلال مقدم و شاپور قریب ایفای نقش کرده است.
وی همچنین با بازیگران نامداری چون کامرون میچل، کریستوفر لی، آنتونی کویین، پوری بنایی، داریوش اسدزاده، جمشید مشایخی، رضا کرم‌رضایی، پرویز فنی‌زاده، فروزان، عزت‌الله انتظامی، پرخیده، گوگوش، مونیکا بلوچی، برن سات، لیلا فروهر، شهره آغداشلو، ناصر ملک‌مطیعی، فرامرز قریبیان، رضا بیک ایمانوردی، شهلا ریاحی، پروین خیربخش، نوری کسرایی، فخری خوروش، جنیفر اونیل، محمدعلی کشاورز، بهزاد فراهانی، گلشیفته فراهانی، فرزانه تأییدی، ایرج قادری، داود رشیدی، جیمز کارن، استوارت ویتمن، الکه زومر، بهمن مفید، جعفر والی، اکبر مشکین، ایرن زازیانس، کورنبرگ ریس و جف دانیلز هم‌بازی بوده است.

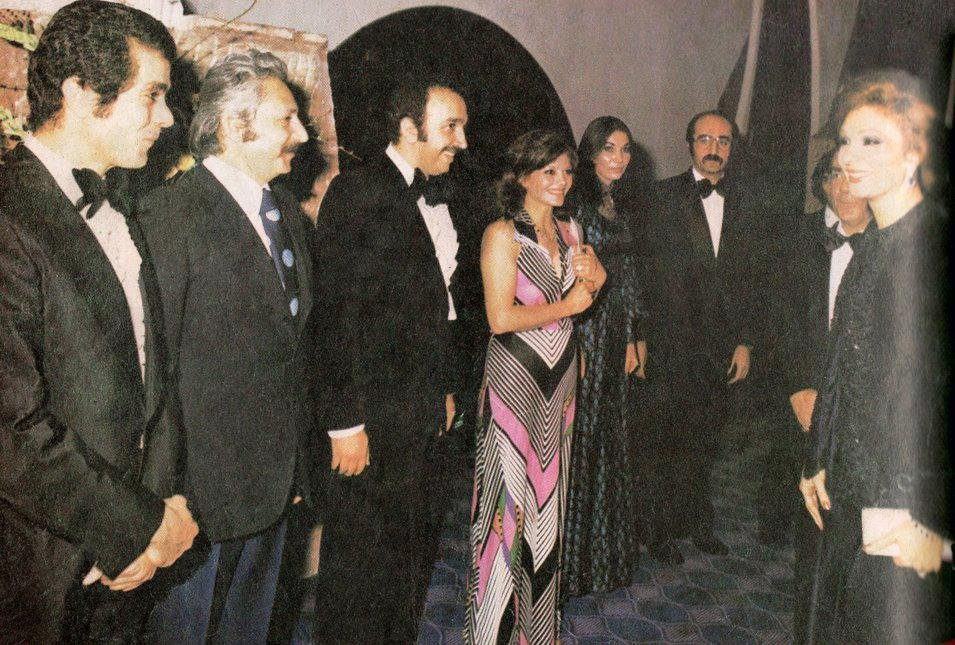
از چپ: بهروز وثوقی، جمشید مشایخی، بهمن فرمان‌آرا، فخری خوروش، پروانه معصومی و هژیر در دیدار با فرح دیبا

بهروز وثوقی از ستایش‌شده‌تَرین بازیگران ایران است. آخرین اثر بهروز وثوقی در صحنهٔ تئاتر در ایران، بازیگری در نمایشنامهٔ موضوع جدی نیست از لویی جی پیراندلو، نویسندهٔ بنام ایتالیایی به ترجمه و کارگردانی ایرج انور بود که در تابستان ۱۳۵۷ در انجمن ایران و آمریکا به اجرا درآمد و نقش مقابل او را شهره آغداشلو به عهده داشت. تلویزیون ملی ایران این نمایش را به کیفیت عالی ضبط کرد اما هرگز پخش نشد. خسرو شکیبایی، بهمن قبادی و عباس کیارستمی از بهروز وثوقی بارها به‌عنوان کسی که دیدن فیلم‌هایش آن‌ها را به سینما علاقه‌مند کرده است یاد کرده‌اند.

## جوایز و دستاوردها

### داخلی

بهروز وثوقی هنگام دریافت جایزه از ساتیاجیت رای برای (فیلم تنگسیر ۱۳۵۲) در هندوستان

#### جشنواره فیلم سپاس تهران
- برنده جایزه مجسمه سپاس بهترین بازیگر نقش اول مرد در دومین دوره در سال ۱۳۴۸ برای بازی در فیلم قیصر
- برنده جایزه مجسمه سپاس بهترین بازیگر نقش اول مرد در سومین دوره در سال ۱۳۴۹ برای بازی در فیلم رضا موتوری
- نامزد جایزه مجسمه سپاس بهترین بازیگر نقش اول مرد در چهارمین دوره در سال ۱۳۵۰ برای بازی در فیلم داش آکل

#### جشنواره جهانی فیلم تهران
- برنده جایزه بز بالدار بهترین بازیگر نقش اول مرد در سومین دوره در سال ۱۳۵۳ برای بازی در فیلم گوزن‌ها
- نامزد جایزه بز بالدار بهترین بازیگر نقش اول مرد در چهارمین دوره در سال ۱۳۵۴ برای بازی در فیلم کندو
- نامزد جایزه بز بالدار بهترین بازیگر نقش اول مرد در پنجمین دوره در سال ۱۳۵۵ برای بازی در فیلم ملکوت
- نامزد جایزه بز بالدار بهترین بازیگر نقش اول مرد در ششمین دوره در سال ۱۳۵۶ برای بازی در فیلم سوته دلان

### بین‌المللی
- برنده جایزه بهترین بازیگر نقش اول مرد جشنواره بین‌المللی فیلم تاشکند برای بازی در فیلم داش آکل ۱۹۷۱
- برنده جایزه بهترین بازیگر نقش اول مرد جشنواره فیلم دهلی برای بازی در فیلم تنگسیر ۱۹۷۴
- جایزه یک عمر دستاورد هنری جشنواره بین‌المللی فیلم سان فرانسیسکو ۲۰۰۶
- جایزه یک عمر فعالیت هنری جشنواره فیلم توکیو فیلمکس ۲۰۱۲
- جایزه یک عمر فعالیت هنری برای بازی در فیلم فصل کرگدن جشنواره بین‌المللی فیلم تسالونیکی ۲۰۱۲

## ممنوع‌الکاری
بهروز وثوقی در ۲۰ فروردین ۱۴۰۰ با بازنشر پستی در استوری اینستاگرام خود تأیید کرد که محمد خاتمی، میرحسین موسوی و محسن مخملباف عامل ممنوع‌الکاری او، محمدعلی فردین و ناصر ملک‌مطیعی در اویل انقلاب بوده‌اند. وثوقی ساعتی پس از انتشار این پست به دلیل حمله کاربران وابسته به جناح اصلاح‌طلبان و هجمه توئیتری این جریان علیه وی این استوری را حذف کرد.
در واکنش به این حملات حسین دهباشی نوشت: پاسخِ بهروز وثوقی که نوشته امثال خاتمی و موسوی و مخملباف، زندگی هنری او و فردین و دیگران را سوزاندند، تحریف تاریخ نیست. چون نه فقط زندگی آن‌ها که حاصل عمر هزاران هنرمند از موسیقی تا ادبیات را نیز تباه کردند و هرگز عذر نخواستند. یک‌کلمه بنویسید آن‌موقع انقلابی و جاهل بودند و خلاص!

## بازگشت به ایران

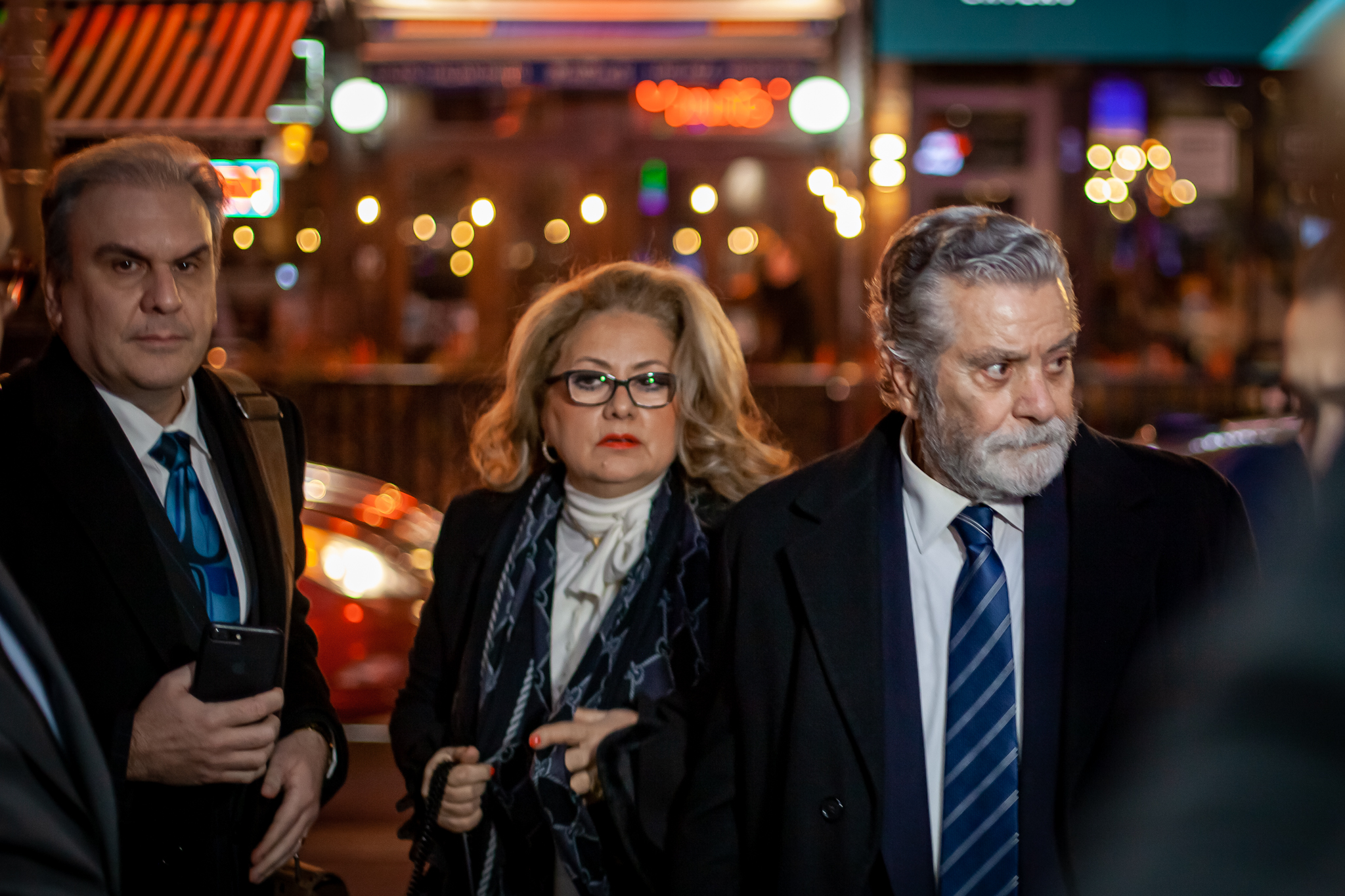
بهروز وثوقی در کنار همسرش کتایون امجدی حاشیهٔ جشنوارهٔ فیلم کوروش در تورنتو

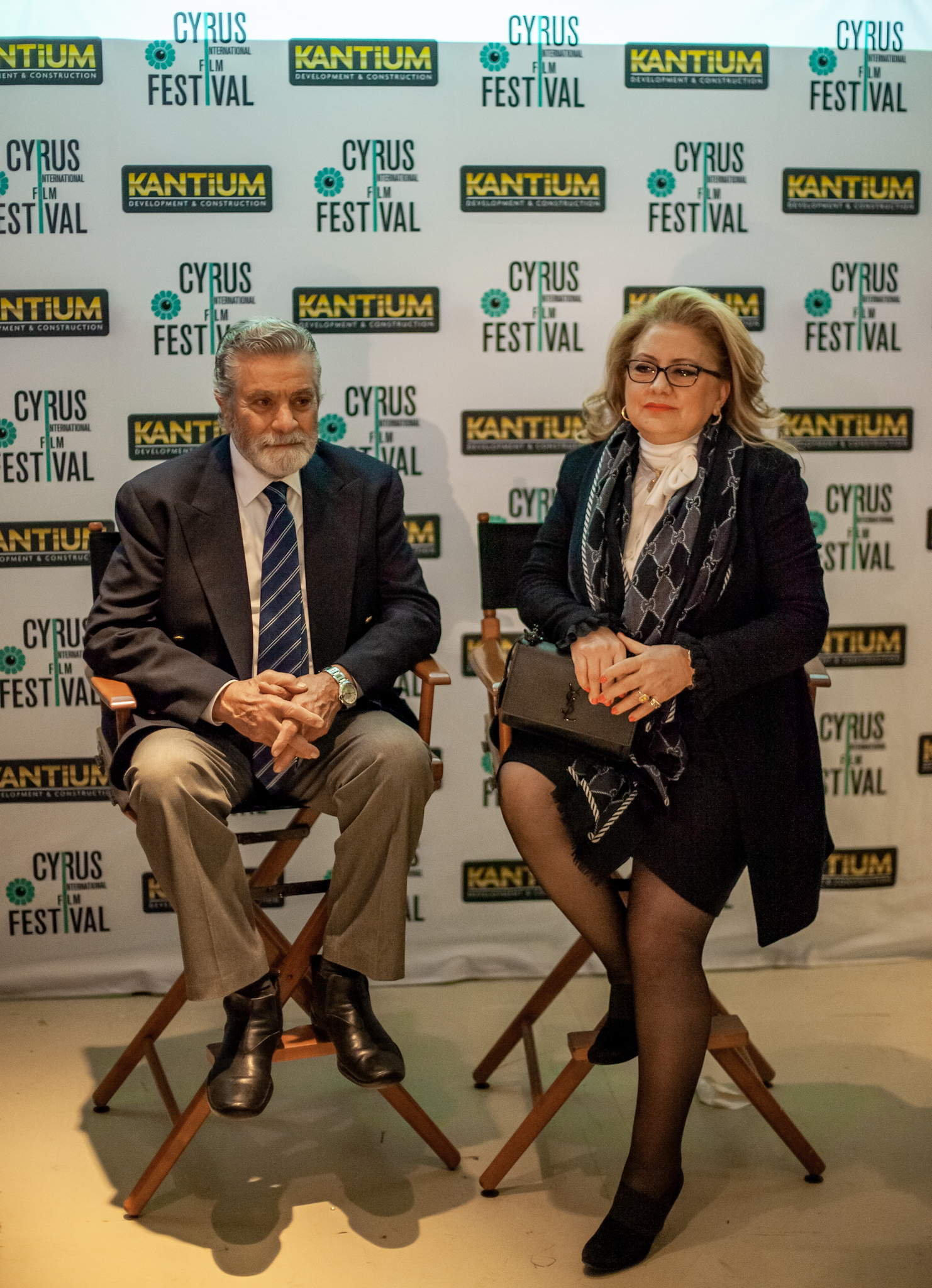
بهروز وثوقی در کنار همسرش کتایون امجدی در حاشیه جشنواره فیلم کوروش تورنتو

در ۱۰ خرداد ۱۳۹۷ و چند روز پس از مرگ ناصر ملک‌مطیعی، ۱۰۰ نفر از چهره‌های هنری داخل ایران از جمله ارمیا وثوقی، در نامه‌ای به حسن روحانی، خواستار رفع تنگناها برای هنرمندان، از جمله بهروز وثوقی شدند و خواستار بازگشت او به کشور شدند. این نامه با واکنش تند محمدجعفر منتظری، دادستان کل کشور ایران همراه شد. وی دربارهٔ کمپین هنرمندان برای بازگشت وثوقی به ایران گفت: «این اقدام حساب‌شده‌ای است که ما از پشت پردهٔ آن مطلع هستیم.
این‌که امروز عده‌ای از هنرمندان کمپینی به راه می‌اندازند و از فردی که فسادش در سینمای ایران علنی بود و پس از پیروزی انقلاب به دامان آمریکا فرار کرد، حمایت می‌کنند و قصد برگرداندن او به کشور را دارند، اقدام حساب‌شده‌ای است که از عوامل پنهان آن اطلاع داریم. هر ایرانی حق دارد به کشور خود بازگردد و هیچ مقامی نمی‌تواند مانع او شود اما اگر کسی کارهای خلاف و جرم مرتکب شده، باید بر اساس قانون با او برخورد کرد و این‌طور نیست که هرکس بخواهد به ایران بازگردد، برای او فرش قرمز پهن کنند.»

## زندگی شخصی
بهروز وثوقی دارای سه برادر با نام‌های فیروز، چنگیز و شهراد است که همگی در ایران زندگی می‌کنند. او دو بار ازدواج کرده است. اولین بار با گوگوش خوانندهٔ ایرانی بین سال‌های ۱۳۵۴ تا ۱۳۵۵ بود و بار دوم با کتایون امجدی در سال ۱۳۵۶ ازدواج کرد. او دارای دو فرزند به نام‌های مهشید و ماهان است که هر دویِ آن‌ها را از همسر دوم خود دارد.